# Tournoi d'ouverture du championnat du Mexique de football 2004
Navigation
Saison précédente Saison suivante
Le Tournoi Apertura 2004 est le dix-septième tournoi saisonnier disputé au Mexique.
C'est cependant la 72e fois que le titre de champion du Mexique est remis en jeu.
Lors de ce tournoi, le Pumas UNAM a conservé son titre de champion du Mexique face aux dix-sept meilleurs clubs mexicains.
Chacun des dix-huit clubs participant au championnat était confronté une fois aux dix-sept autres. Puis les meilleurs se sont affrontés lors d'une phase finale à la fin de la saison.
Seulement une place était qualificative pour la Coupe des Champions de la CONCACAF également qualificative pour la Copa Libertadores.

## Les 18 clubs participants
| \| Mexico: Club América CF Atlante CD Cruz Azul Pumas UNAM Guadalajara: CF Atlas Chivas de Guadalajara Club Necaxa Deportivo Veracruz Guadalajara UAG Tecos CF Monterrey Tigres UANL CF Pachuca CA Monarcas Morelia CF Puebla Deportivo Toluca FC Club Santos Laguna Jaguares de Chiapas I Mexico Dorados de Sinaloa \| Localisation des clubs. |
| Mexico: Club América CF Atlante CD Cruz Azul Pumas UNAM Guadalajara: CF Atlas Chivas de Guadalajara Club Necaxa Deportivo Veracruz Guadalajara UAG Tecos CF Monterrey Tigres UANL CF Pachuca CA Monarcas Morelia CF Puebla Deportivo Toluca FC Club Santos Laguna Jaguares de Chiapas I Mexico Dorados de Sinaloa                               |

| Club                  | Stade                        | Capacité | Ville                    |
| Club América          | Stade Azteca                 | 105 064  | Mexico                   |
| CF Atlante            | Stade Azteca                 | 105 064  | Mexico                   |
| CF Atlas              | Stade Jalisco                | 56 713   | Guadalajara              |
| CD Cruz Azul          | Stade Azul                   | 35 161   | Mexico                   |
| Dorados de Sinaloa    | Stade Carlos González (en)   | 23 000   | Culiacán                 |
| UAG Tecos             | Stade Tres de Marzo          | 22 000   | Zapopan                  |
| Chivas de Guadalajara | Stade Jalisco                | 56 713   | Guadalajara              |
| Jaguares de Chiapas   | Stade Víctor Manuel Reyna    | 25 800   | Tuxtla Gutiérrez         |
| CF Monterrey          | Stade Tecnológico            | 33 485   | Monterrey                |
| CA Monarcas Morelia   | Stade Morelos                | 41 056   | Morelia                  |
| Club Necaxa           | Stade Victoria               | 25 000   | Aguascalientes           |
| CF Pachuca            | Stade Hidalgo                | 27 000   | Pachuca                  |
| CF Puebla             | Stade Cuauhtémoc             | 42 648   | Puebla                   |
| Pumas UNAM            | Stade Olímpico Universitario | 62 214   | Mexico                   |
| Santos Laguna         | Stade Corona                 | 18 000   | Torreón                  |
| Tigres UANL           | Stade Universitario          | 42 000   | San Nicolás de los Garza |
| Club Toluca           | Stade Nemesio Díez           | 27 000   | Toluca                   |
| Deportivo Veracruz    | Stade Luis de la Fuente      | 30 000   | Veracruz                 |

## Compétition
Le Tournoi Apertura s'est déroulé de la façon suivante :
- La phase de qualification : dix-sept journées de championnat.
- La phase finale : des confrontations aller-retour allant des quarts de finale à la finale.

### Phase de qualification
Lors de la phase de qualification les dix-huit équipes s'affrontent à une reprise selon un calendrier tiré aléatoirement.
Les équipes sont divisées en trois groupes de six, les deux meilleures de chaque groupe sont directement qualifiées pour la phase finale, les deux dernières place reviennent aux équipes les mieux classées au classement général.
Le classement est établi sur le barème de points classique (victoire à 3 points, match nul à 1, défaite à 0).
Le départage final se fait selon les critères suivants :
- Le nombre de points.
- La différence de buts générale.
- La différence de buts particulière.
- Le nombre de buts marqué à l'extérieur.
- Le tirage au sort.

#### Classement général
| Rang | Équipe                 | Pts | J  | G  | N | P | Bp | Bc | Diff |
| ---- | ---------------------- | --- | -- | -- | - | - | -- | -- | ---- |
| 1    | Deportivo Veracruz     | 35  | 17 | 11 | 2 | 4 | 27 | 25 | +2   |
| 2    | Club Toluca            | 32  | 17 | 10 | 2 | 5 | 27 | 15 | +12  |
| 3    | CF Pachuca             | 32  | 17 | 9  | 5 | 3 | 30 | 19 | +11  |
| 4    | CF Atlas               | 31  | 17 | 9  | 4 | 4 | 34 | 23 | +11  |
| 5    | Chivas de Guadalajara  | 29  | 17 | 8  | 5 | 4 | 34 | 22 | +12  |
| 6    | CF Monterrey           | 27  | 17 | 8  | 3 | 6 | 36 | 34 | +2   |
| 7    | CF Atlante             | 24  | 17 | 7  | 3 | 7 | 27 | 33 | -6   |
| 8    | Tigres UANL            | 23  | 17 | 6  | 5 | 6 | 37 | 27 | +10  |
| 9    | Pumas UNAM (T)         | 23  | 17 | 7  | 2 | 8 | 25 | 31 | -6   |
| 10   | CA Monarcas Morelia    | 22  | 17 | 6  | 4 | 7 | 29 | 30 | -1   |
| 11   | Club Necaxa            | 21  | 17 | 6  | 3 | 8 | 27 | 26 | +1   |
| 12   | CF Puebla              | 21  | 17 | 5  | 6 | 6 | 17 | 23 | -6   |
| 13   | Club América           | 20  | 17 | 5  | 5 | 7 | 17 | 23 | -6   |
| 14   | Santos Laguna          | 18  | 17 | 5  | 3 | 9 | 22 | 22 | 0    |
| 15   | Jaguares de Chiapas    | 18  | 17 | 4  | 6 | 7 | 20 | 29 | -9   |
| 16   | CD Cruz Azul           | 16  | 17 | 4  | 4 | 9 | 30 | 37 | -7   |
| 17   | Dorados de Sinaloa (P) | 16  | 17 | 4  | 4 | 9 | 25 | 32 | -7   |
| 18   | UAG Tecos              | 16  | 17 | 4  | 4 | 9 | 17 | 29 | -12  |

| Légende : Qualifications et relégations | Légende : Qualifications et relégations                                             |
| --------------------------------------- | ----------------------------------------------------------------------------------- |
|                                         | Coupe des champions 2005 (Quart de finale) Copa Libertadores 2006 (Phase de groupe) |
|                                         | (T) : Tenant du titre (P) : Promu de la saison 2003-2004                            |

#### Matchs
| Résultats (▼dom., ►ext.)                                   | Amé | Atlt | Atls | Azu | Dor | Chi | Jag | Mon | Mor | Nec | Pac | Pue | Pum | Lag | Tec | Tig | Tol | Ver |
| Club América                                               |     |      |      | 2-1 | 3-2 |     |     | 1-0 | 2-3 |     | 1-1 | 0-1 | 0-3 |     |     |     |     | 1-1 |
| CF Atlante                                                 | 1-0 |      | 3-2  |     |     |     |     | 7-1 | 1-6 |     |     | 2-1 | 0-1 |     | 4-0 | 1-2 | 2-1 |     |
| CF Atlas                                                   | 1-1 |      |      | 3-3 |     |     |     | 3-3 | 3-3 |     | 1-2 | 0-1 | 3-1 |     |     |     |     | 2-0 |
| CD Cruz Azul                                               |     | 2-0  |      |     | 3-3 | 2-4 | 3-4 |     |     | 0-1 |     |     |     | 1-0 | 5-2 | 1-1 | 1-3 |     |
| Dorados de Sinaloa                                         |     | 0-1  | 0-1  |     |     | 2-0 | 0-0 |     |     | 3-2 |     |     |     | 2-1 |     | 3-3 | 0-1 |     |
| Chivas de Guadalajara                                      | 1-1 | 7-0  | 1-3  |     |     |     |     | 1-0 | 2-1 |     |     | 3-1 |     |     | 2-2 | 3-1 | 1-1 |     |
| Jaguares de Chiapas                                        | 2-1 | 0-0  | 1-2  |     |     | 0-0 |     |     |     | 2-2 |     | 1-1 |     |     |     | 1-1 | 1-3 |     |
| CF Monterrey                                               |     |      |      | 3-0 | 6-2 |     | 5-1 |     | 2-1 |     | 4-1 |     | 1-1 | 1-0 |     |     |     | 2-0 |
| CA Monarcas Morelia                                        |     |      |      | 1-1 | 3-2 |     | 2-1 |     |     | 1-5 | 0-2 |     | 0-0 | 1-1 | 2-0 |     |     | 1-2 |
| Club Necaxa                                                | 4-1 | 1-1  | 0-2  |     |     | 1-2 |     | 2-3 |     |     |     | 1-2 |     |     |     | 2-1 | 0-1 |     |
| CF Pachuca                                                 |     | 1-1  |      | 3-1 | 1-0 | 1-1 | 3-0 |     |     | 4-1 |     |     |     | 2-1 | 2-0 |     |     | 1-2 |
| CF Puebla                                                  |     |      |      | 3-1 | 1-1 |     |     | 1-1 | 0-3 |     | 1-1 |     | 2-3 | 1-0 |     |     |     | 0-0 |
| Pumas UNAM                                                 |     |      |      | 1-3 | 3-2 | 1-5 | 2-1 |     |     | 1-3 | 2-3 |     |     | 2-1 | 0-1 |     |     | 2-3 |
| Santos Laguna                                              | 1-1 | 2-1  | 2-0  |     |     | 4-1 | 4-2 |     |     | 1-1 |     |     |     |     |     | 2-1 | 0-1 |     |
| UAG Tecos                                                  | 1-0 |      | 2-3  |     | 1-2 |     | 0-1 | 3-2 |     | 0-1 |     | 1-1 |     | 1-0 |     |     |     |     |
| Tigres UANL                                                | 0-1 |      | 1-3  |     |     |     |     | 6-2 | 3-0 |     | 0-0 | 4-0 | 3-1 |     | 2-2 |     |     | 7-1 |
| Club Toluca                                                | 0-1 |      | 0-2  |     |     |     |     | 4-0 | 3-1 |     | 3-2 | 1-0 | 0-1 |     | 1-1 | 4-1 |     |     |
| Deportivo Veracruz                                         |     | 6-2  |      | 3-2 | 2-1 | 1-0 | 0-2 |     |     | 1-0 |     |     |     | 3-2 | 1-0 |     | 1-0 |     |
| - Victoire à domicile - Match nul - Victoire à l'extérieur |     |      |      |     |     |     |     |     |     |     |     |     |     |     |     |     |     |     |

#### Classements qualificatifs
La qualification pour la "Liguilla" se fait au travers des groupes régionaux. Les deux premiers de chaque groupe sont qualifés directement. Les deux meilleures équipes tous groupes confondus qui ne sont pas déjà qualifiées complètent le tableau.
| Rang | Club                   | Pts | J  | Diff |
| 1    | CF Atlante             | 24  | 17 | -6   |
| 2    | Pumas UNAM (T)         | 23  | 17 | -6   |
| 3    | CA Monarcas Morelia    | 22  | 17 | -1   |
| 4    | Club América           | 20  | 17 | -6   |
| 5    | Dorados de Sinaloa (P) | 16  | 17 | -7   |
| 6    | UAG Tecos              | 16  | 17 | -12  |

| Rang | Club                  | Pts | J  | Diff |
| 1    | Club Toluca           | 32  | 17 | +12  |
| 2    | CF Atlas              | 31  | 17 | +11  |
| 3    | Chivas de Guadalajara | 29  | 17 | +12  |
| 4    | Tigres UANL           | 23  | 17 | +10  |
| 5    | CF Puebla             | 21  | 17 | -6   |
| 6    | CD Cruz Azul          | 16  | 17 | -7   |

| Rang | Club                | Pts | J  | Diff |
| 1    | Deportivo Veracruz  | 35  | 17 | +2   |
| 2    | CF Pachuca          | 32  | 17 | +11  |
| 3    | CF Monterrey        | 27  | 17 | +2   |
| 4    | Club Necaxa         | 21  | 17 | +1   |
| 5    | Santos Laguna       | 18  | 17 | +0   |
| 6    | Jaguares de Chiapas | 18  | 17 | -9   |

### La "Liguilla"
Les huit équipes qualifiées sont réparties dans le tableau final d'après leur classement général, le premier affrontant le huitième et ainsi de suite, la même opération est effectuée une fois que l'on connait les quatre demi-finalistes pour le tirage de ce deuxième tour. L'équipe la moins bien classée accueille lors du match aller et la meilleure lors du match retour.
En cas d'égalité lors des deux premiers tours, c'est l'équipe la mieux classée qui se qualifie. Par contre lors de la finale, si les deux équipes sont à égalité sur la somme des deux matchs des prolongations puis une séance de tirs au but ont lieu.

#### Tableau
|  |                       |               |               |               |               |     |   |            |            |            |            |              |     |   |        |        |        |        |        |  |  |
|  | 1/4 de finale         | 1/4 de finale | 1/4 de finale | 1/4 de finale | 1/4 de finale |     |   | 1/2 finale | 1/2 finale | 1/2 finale | 1/2 finale | 1/2 finale   |     |   | Finale | Finale | Finale | Finale | Finale |  |  |
|  |                       |               |               |               |               |     |   |            |            |            |            |              |     |   |        |        |        |        |        |  |  |
|  |                       |               |               |               |               |     |   |            |            |            |            |              |     |   |        |        |        |        |        |  |  |
|  | CF Pachuca            | (3)           | 1             | 1             |               |     |   |            |            |            |            |              |     |   |        |        |        |        |        |  |  |
|  | CF Pachuca            | (3)           | 1             | 1             |               |     |   |            |            |            |            |              |     |   |        |        |        |        |        |  |  |
|  | CF Monterrey          | (6)           | 2             | 1             |               |     |   |            |            |            |            |              |     |   |        |        |        |        |        |  |  |
|  | CF Monterrey          | (6)           | 2             | 1             | CF Monterrey  | (6) | 4 | 3          |            |            |            |              |     |   |        |        |        |        |        |  |  |
|  |                       |               |               |               |               | (6) | 4 | 3          |            |            |            |              |     |   |        |        |        |        |        |  |  |
|  |                       |               | CF Atlante    | (7)           | 2             | 1   |   |            |            |            |            |              |     |   |        |        |        |        |        |  |  |
|  | Club Toluca           | (2)           | CF Atlante    | (7)           | 2             | 1   | 2 | 3          |            |            |            |              |     |   |        |        |        |        |        |  |  |
|  | Club Toluca           | (2)           |               |               |               |     |   |            |            |            |            |              |     |   |        |        |        |        |        |  |  |
|  | CF Atlante            | (7)           | 4             | 4             |               |     |   |            |            |            |            |              |     |   |        |        |        |        |        |  |  |
|  | CF Atlante            | (7)           | 4             | 4             |               |     |   |            |            |            |            | CF Monterrey | (6) | 1 | 0      |        |        |        |        |  |  |
|  |                       |               |               |               |               |     |   |            |            |            |            | CF Monterrey | (6) | 1 | 0      |        |        |        |        |  |  |
|  |                       | Pumas UNAM    | (9)           | 2             | 1             |     |   |            |            |            |            |              |     |   |        |        |        |        |        |  |  |
|  | CF Atlas              | Pumas UNAM    | (9)           | 2             | 1             | (4) | 1 | 3          |            |            |            |              |     |   |        |        |        |        |        |  |  |
|  | CF Atlas              |               |               |               |               |     | 1 | 3          |            |            |            |              |     |   |        |        |        |        |        |  |  |
|  | Chivas de Guadalajara | (5)           | 0             | 3             |               |     |   |            |            |            |            |              |     |   |        |        |        |        |        |  |  |
|  | Chivas de Guadalajara | (5)           | 0             | 3             | CF Atlas      | (4) | 3 | 1          |            |            |            |              |     |   |        |        |        |        |        |  |  |
|  |                       |               |               |               |               | (4) | 3 | 1          |            |            |            |              |     |   |        |        |        |        |        |  |  |
|  |                       |               | Pumas UNAM    | (9)           | 4             | 2   |   |            |            |            |            |              |     |   |        |        |        |        |        |  |  |
|  | Deportivo Veracruz    | (1)           | Pumas UNAM    | (9)           | 4             | 2   | 0 | 1          |            |            |            |              |     |   |        |        |        |        |        |  |  |
|  | Deportivo Veracruz    | (1)           |               |               |               |     | 0 | 1          |            |            |            |              |     |   |        |        |        |        |        |  |  |
|  | Pumas UNAM            | (9)           | 3             | 1             |               |     |   |            |            |            |            |              |     |   |        |        |        |        |        |  |  |
|  | Pumas UNAM            | (9)           | 3             | 1             |               |     |   |            |            |            |            |              |     |   |        |        |        |        |        |  |  |

#### Quarts de finale
| Club               | Aller | Retour | Club                  | Commentaire |
| CF Pachuca         | 1-2   | 1-1    | CF Monterrey          |             |
| Club Toluca        | 2-4   | 3-4    | CF Atlante            |             |
| CF Atlas           | 1-0   | 3-3    | Chivas de Guadalajara |             |
| Deportivo Veracruz | 0-3   | 1-1    | Pumas UNAM            |             |

#### Demi-finales
| Club         | Aller | Retour | Club       | Commentaire |
| CF Monterrey | 4-2   | 3-1    | CF Atlante |             |
| CF Atlas     | 3-4   | 1-2    | Pumas UNAM |             |

#### Finale
| Match aller | Pumas UNAM                             | 2:1   | CF Monterrey         | Stade Olímpico Universitario |  |
| 8 décembre  | Joaquín Beltrán 50e · David Toledo 81e | (0:1) | Guillermo Franco 21e |                              |  |

| Match retour | CF Monterrey | 0:1   | Pumas UNAM            | Stade Tecnológico |  |
| 11 décembre  |              | (0:0) | Francisco Fonseca 46e |                   |  |

## Bilan du tournoi
| Tableau d'Honneur     |            |
| Compétition           | Vainqueur  |
| Tournoi Apertura 2004 | Pumas UNAM |

| Qualifications continentales 2005-2006 |            |
| Coupe des champions                    | Qualifiés  |
| Quart de finale                        | Pumas UNAM |
| Copa Libertadores                      | Qualifiés  |
| Phase de groupes                       | Pumas UNAM |

## Statistiques

### Buteurs
| Rang | Nom                    | Équipe              | Buts |
| 1    | Guillermo Franco       | CF Monterrey        | 21   |
| 2    | Robert                 | CF Atlas            | 16   |
| 3    | José Saturnino Cardozo | Club Toluca         | 14   |
| 4    | Sebastián González     | CF Atlante          | 12   |
| 4    | Luis Gabriel Rey       | CF Atlante          | 12   |
| 6    | Rafael Marquez         | CA Monarcas Morelia | 11   |
| 6    | Joaquín Botero         | Pumas UNAM          | 11   |
| 6    | Vicente Matías Vuoso   | Santos Laguna       | 11   |
| 9    | Luciano Figueroa       | CD Cruz Azul        | 10   |
| 10   | Walter Gaitán          | Tigres UANL         | 9    |